# Cratere Upuant
Upuant è un cratere sulla superficie di Ganimede.